# Kvarnparken

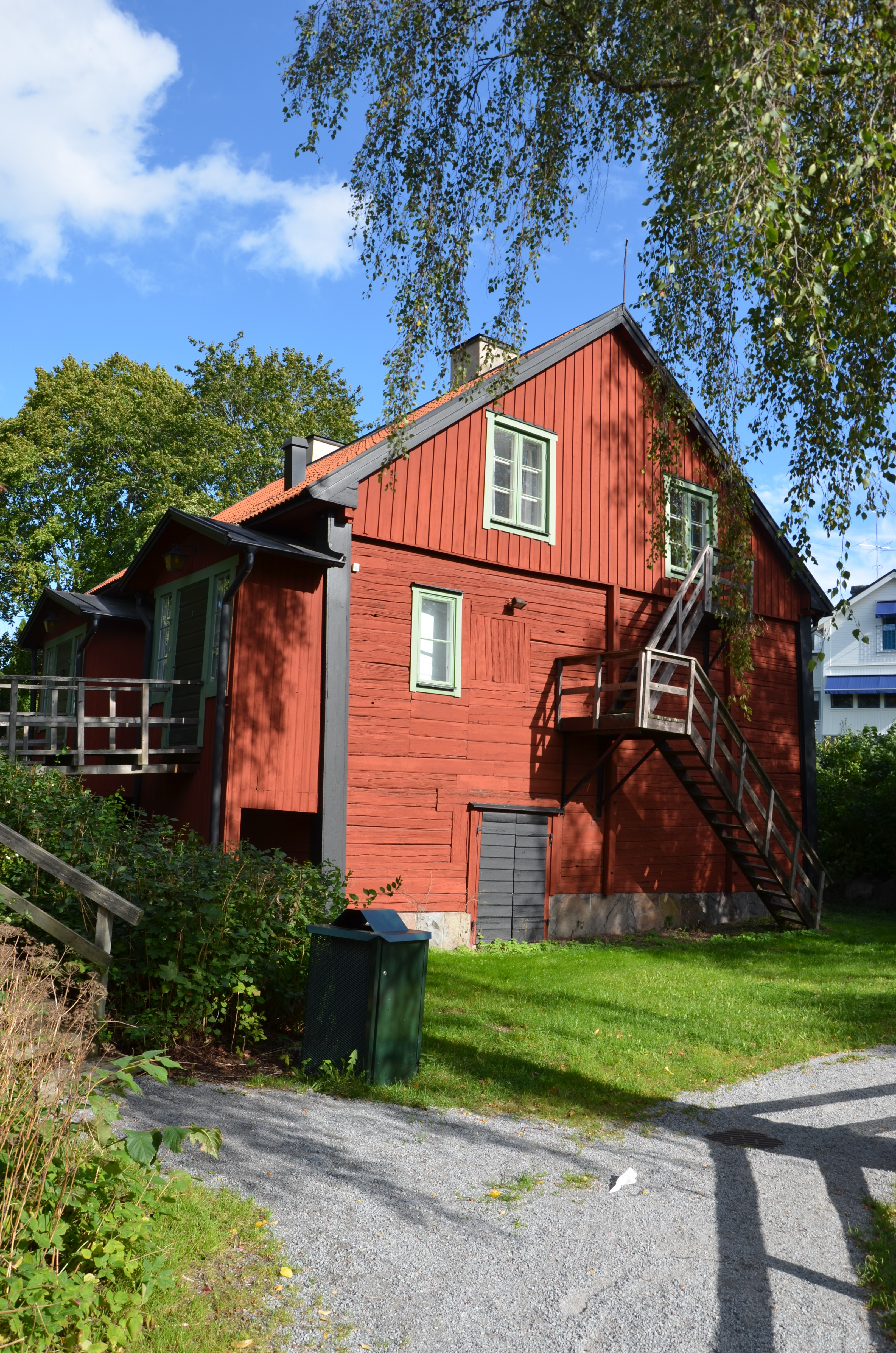
Kvarnstugan från söder

Kvarnparken är en park i Nora i Danderyds kommun.
Kvarnparken ligger vid den söder om Nora gård, som rinner från Ekebysjön till Edsviken. I parken finns runristningen Norahällen. Där ligger också Kvarnparksbadet, ett bassängbad som drivs av den ideella föreningen Kvarnparksbadets vänner. Gårdens gamla kvarnstuga från 1700-talet, som är bevarad, innehöll vattenkvarn och en vattendriven såg.  Den används nu som vävstuga.

## Fotogalleri

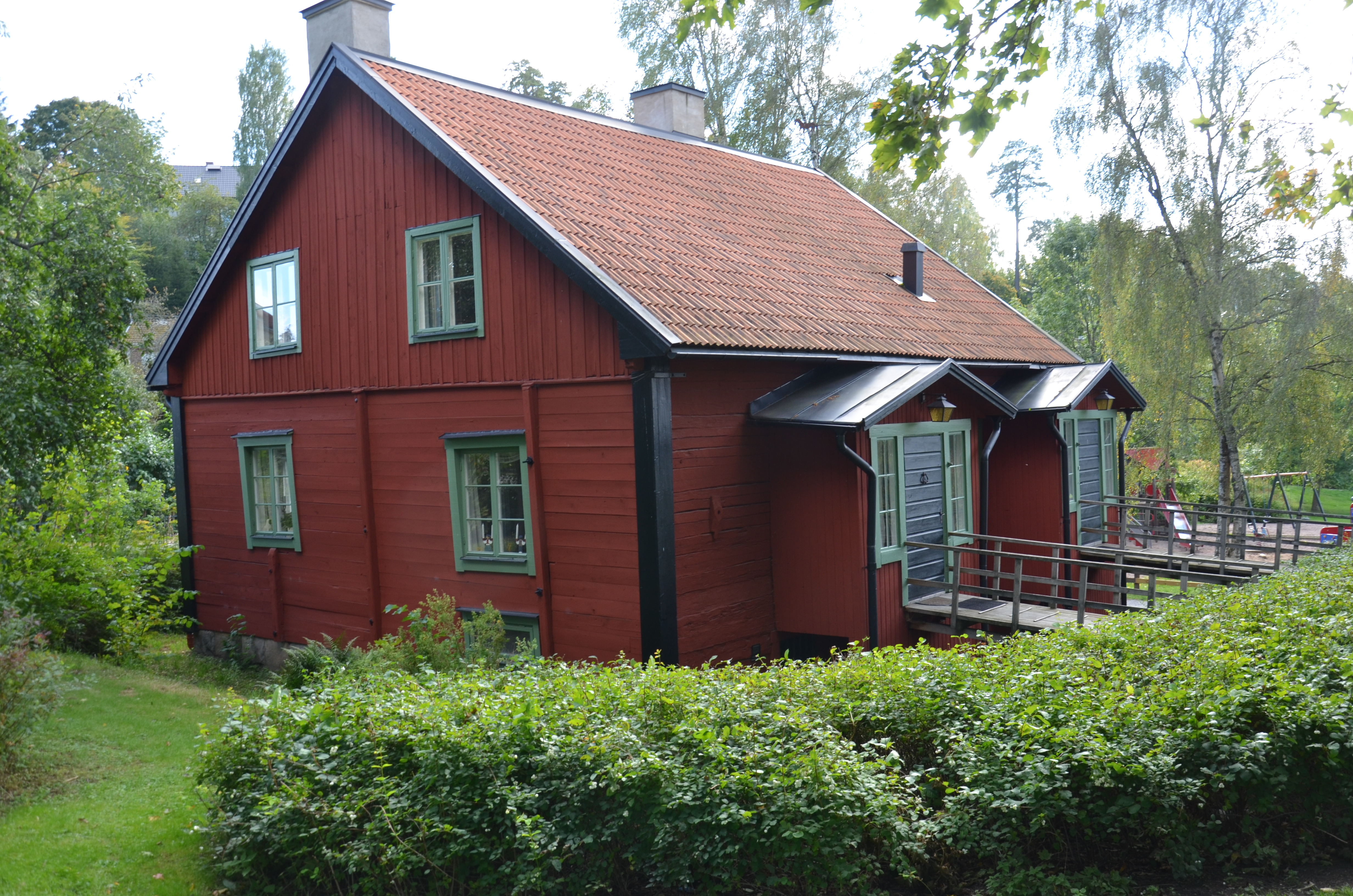
Kvarnstugan från väster
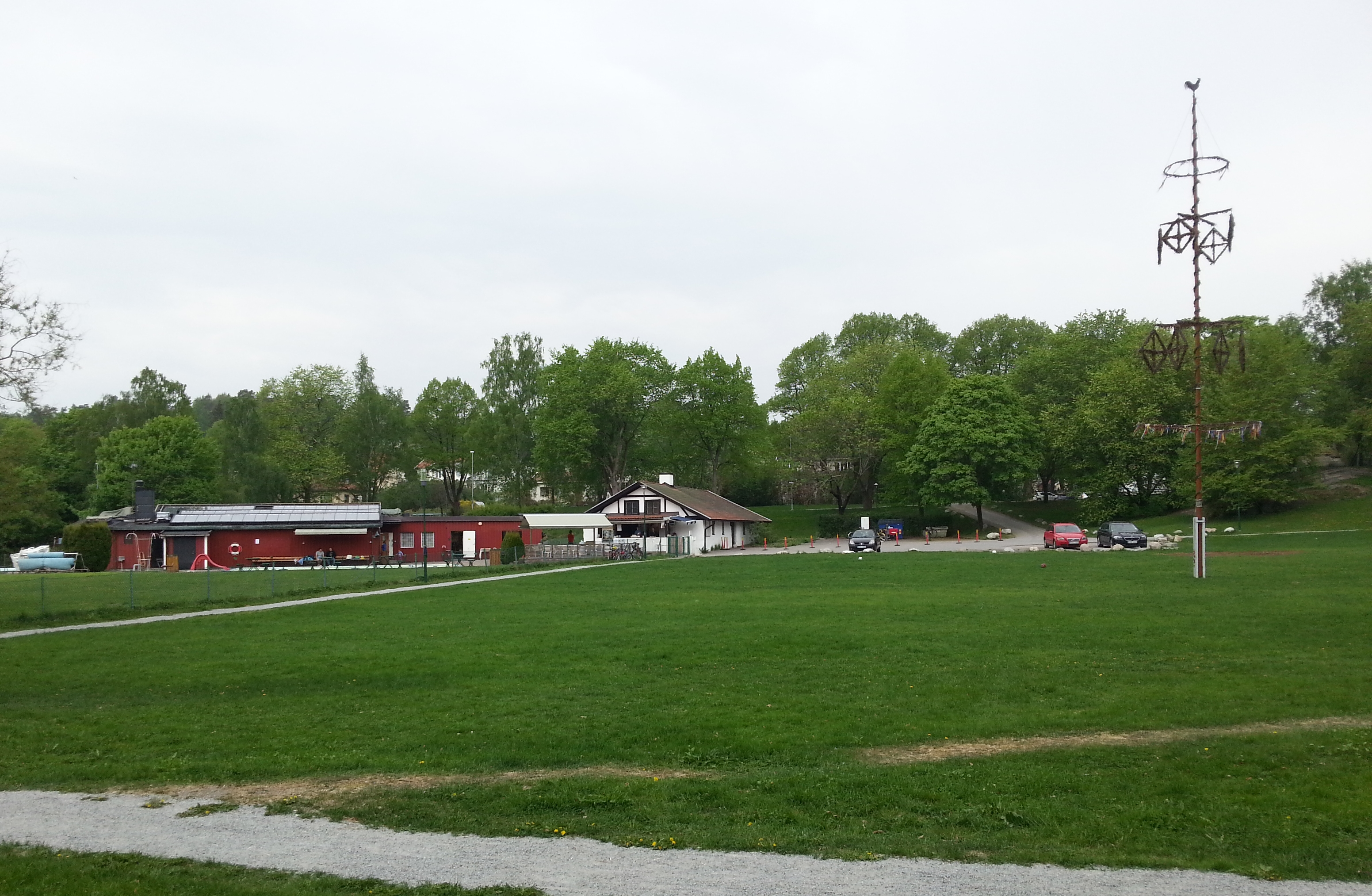
Kvarnparksbadet och samlingslokalen Smedjan
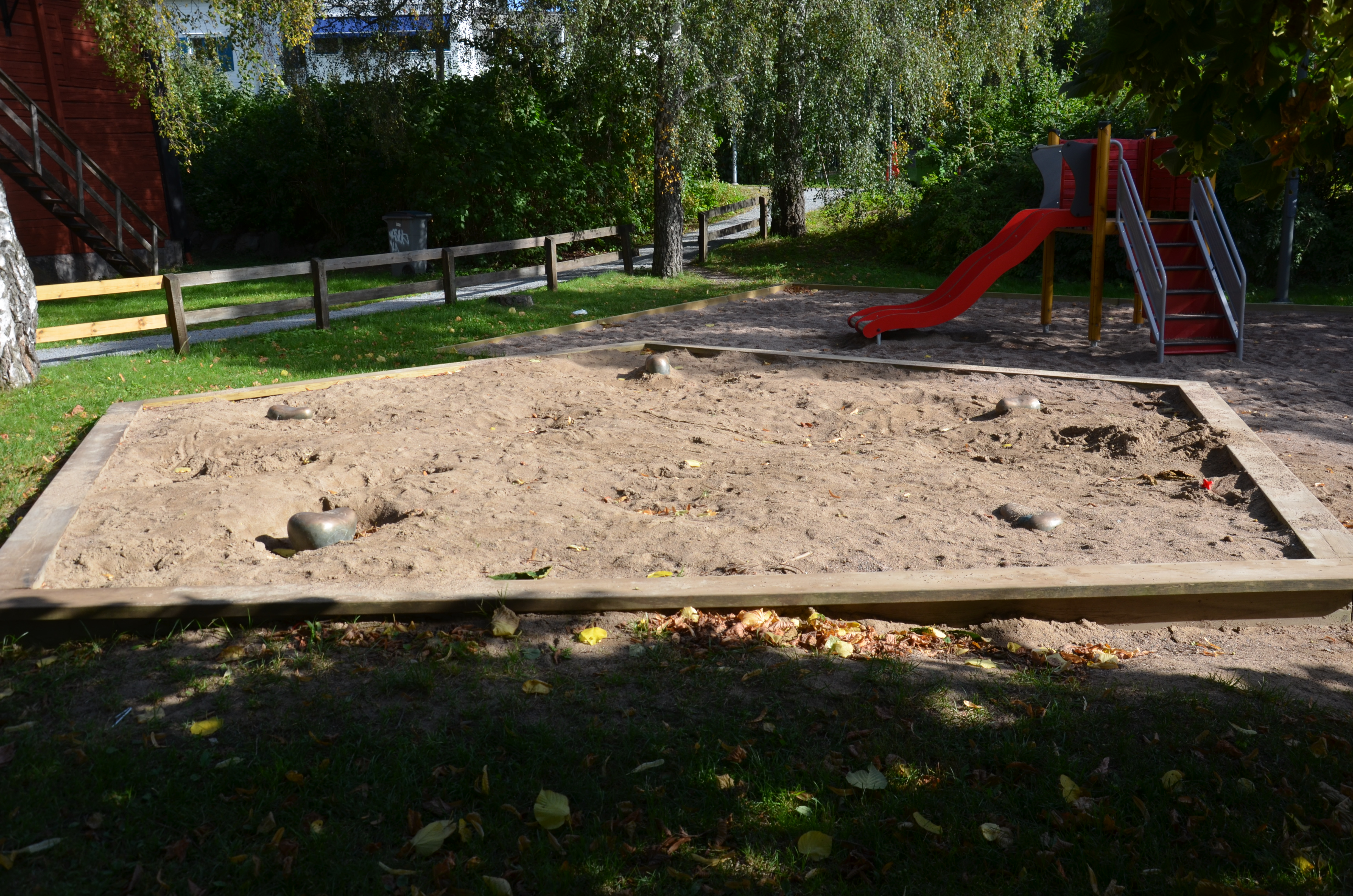
Lekskulpturen Djurriksdag i sandlådan i lekparken
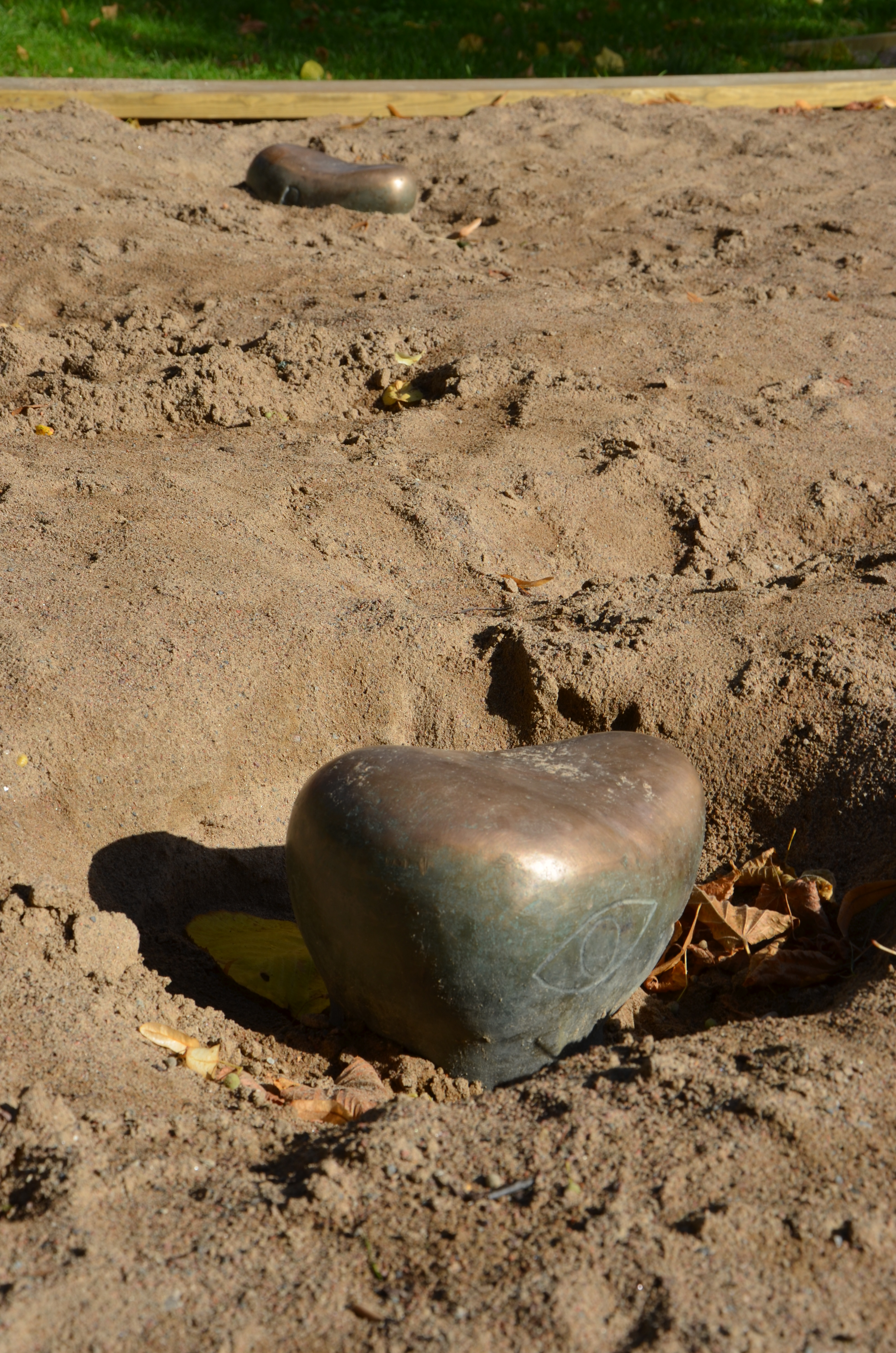
Detalj av Djurriksdag av Egon Möller-Nielsen, i sandlådan i lekparken
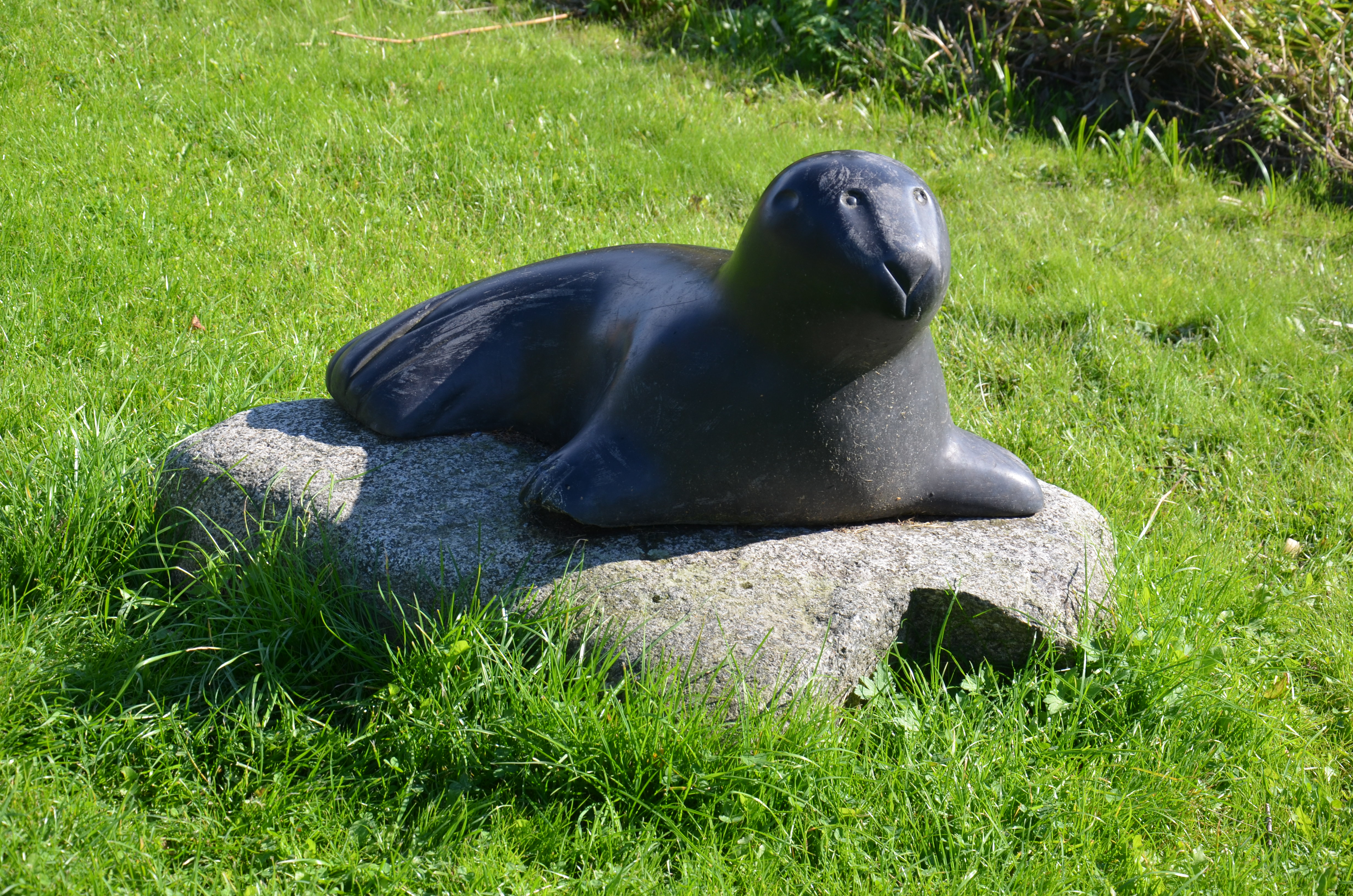
Sälskulptur i Kvarnparken
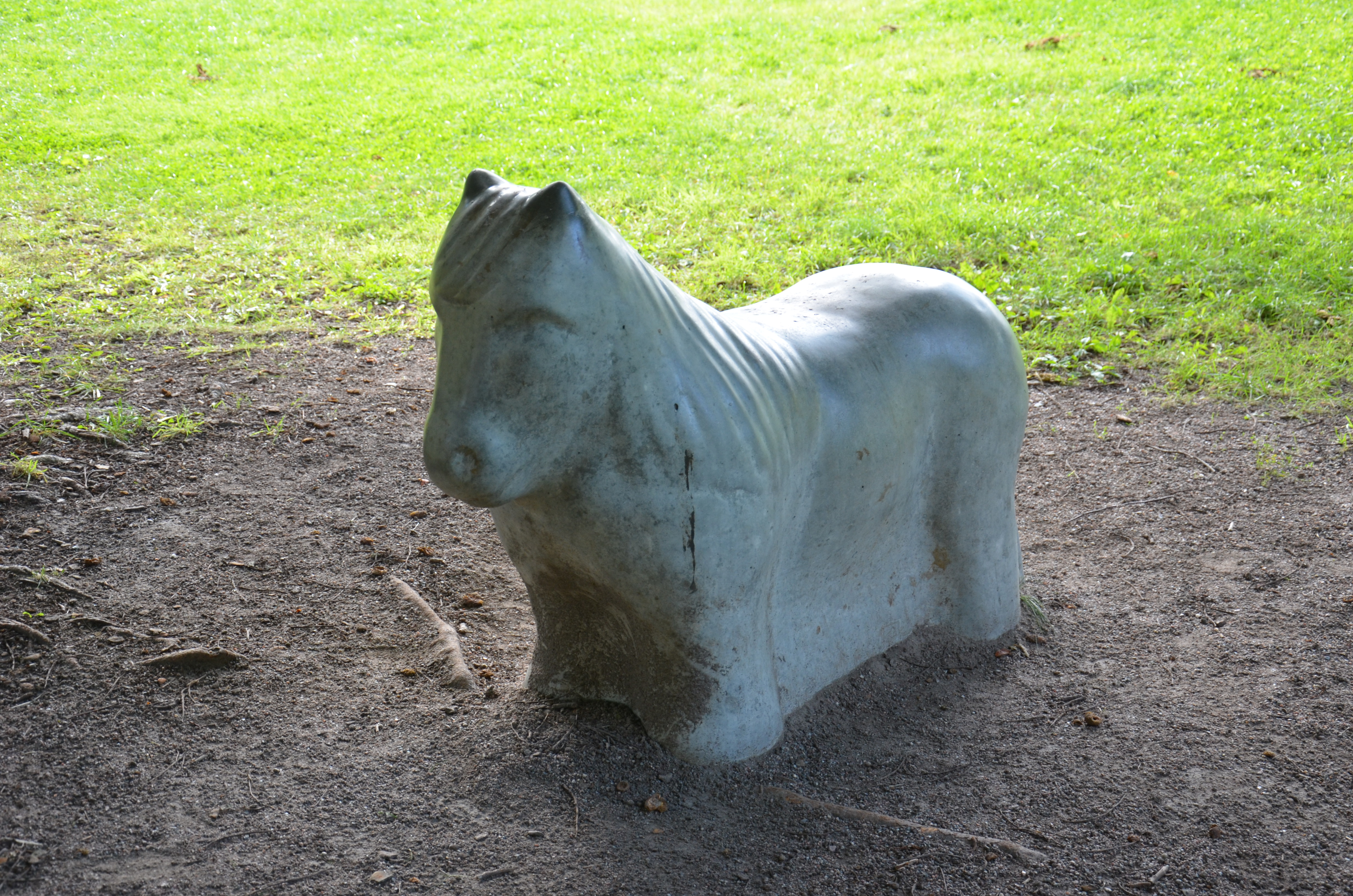
Lekskulptur i lekparken